# Catedral de San Pedro y San Pablo (Peterhof)
La catedral de San Pedro y San Pablo de Peterhof (en ruso: Собор Святых Петра и Павла) es una iglesia ortodoxa erigida en la pequeña ciudad de Peterhof, en el área metropolitana de San Petersburgo, Rusia. Está clasificado como un «objeto de patrimonio cultural en Rusia».
Se encuentra a orillas del estanque Ol'gin, cerca del palacio real zarista. Construido de acuerdo con los dictados arquitectónicos del estilo neorruso, la edificación refleja en parte el estilo de la famosa catedral de San Basilio en Moscú.

## Historia y arquitectura

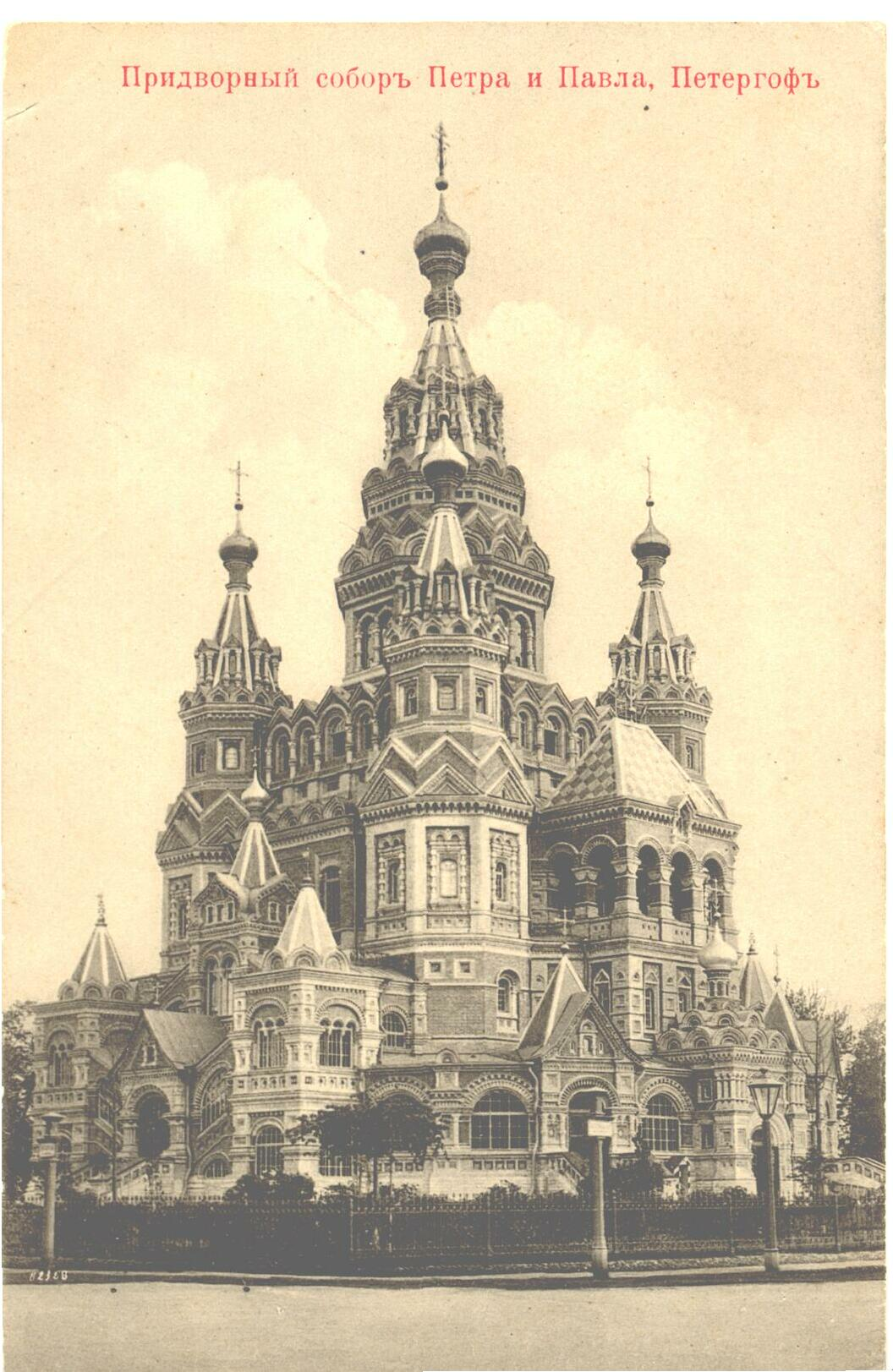
La catedral en 1910

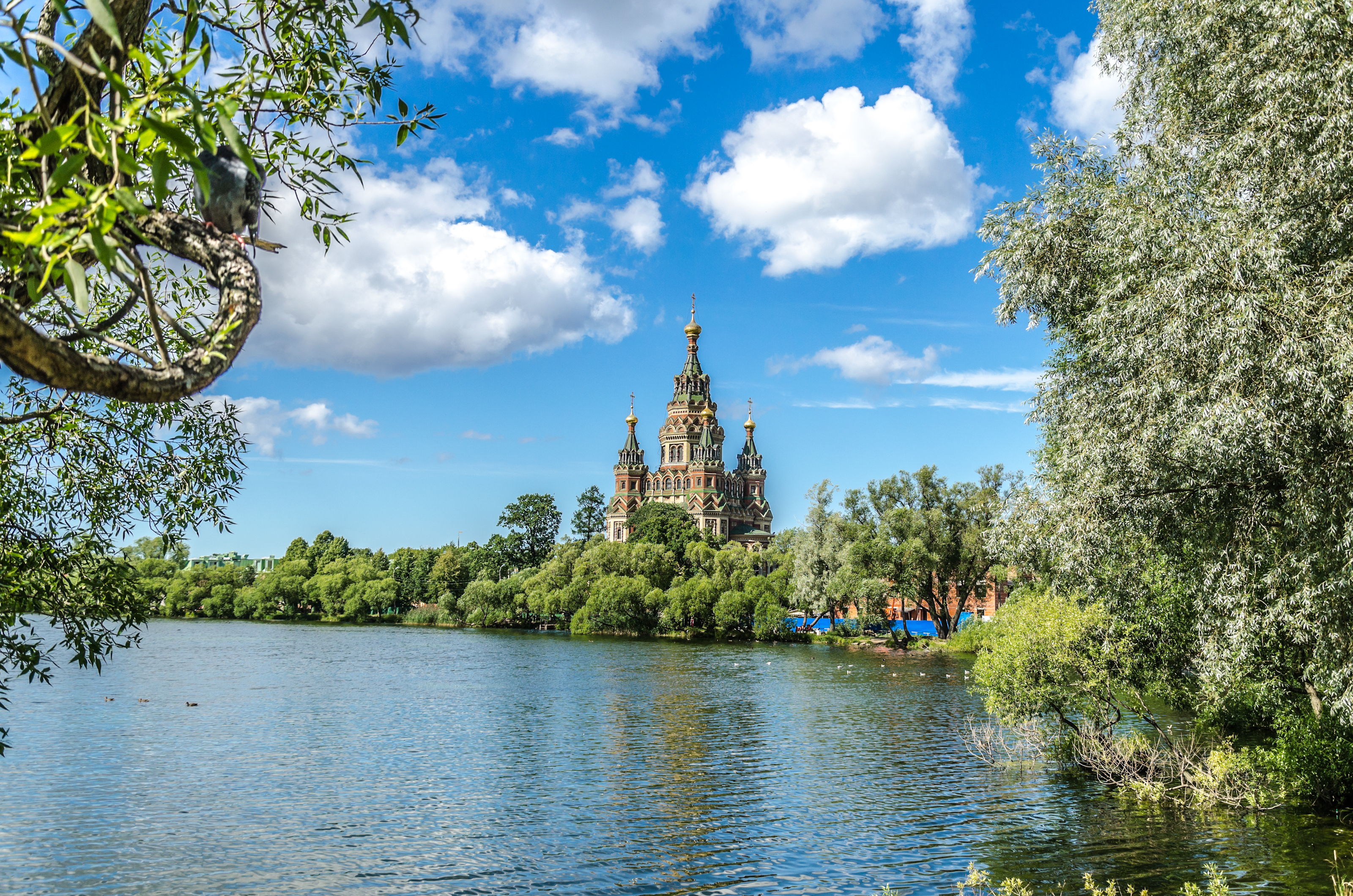
Vista lejana de la catedral

La propuesta de construir la catedral fue avanzada por el sacerdote Ioann Janyšev al zar Alejandro III en 1892, durante una visita del soberano a Peterhof. En la ciudad ya había 13 iglesias, pero no había un templo capaz de contener un gran número de fieles. Poco después, el ministro Illarion Voroncov-Daškov acordó con el zar el lugar donde proceder con la construcción. El concurso para la elección del proyecto de la catedral contó con la participación de 4 arquitectos: Leontij Benua, Nicolas De Rochefort, Aleksandr Semёnov e Nikolaj Sultanov. En la primavera de 1893, el zar aprobó el proyecto de Sultanov. Los trabajos de construcción comenzaron en 1894 con la construcción de las cimentaciones. El 25 de julio de 1895, comenzó la erección del propio edificio. La construcción de la catedral se financió directamente con fondos estatales y fue dirigida por el arquitecto Vasilij Kosjakov. La catedral fue consagrada el 25 de junio de 1905 por el mismo sacerdote que había propuesto su construcción y en presencia del zar Nicolás II y de la zarina Aleksandra.
Entre 1922 y 1937 la catedral sirvió como la sede del obispo de Peterhof Nikolaj Jaruševič. En 1938, el edificio fue cerrado al culto y corría el riesgo de ser derribado. En 1941 quedó muy dañado debido a la eliminación de los revestimientos. Durante la Segunda Guerra Mundial, daños adicionales golpearon la antigua catedral. Después del conflicto, se utilizó como depósito. En 1972 se reconoció su valor artístico y dos años más tarde se introdujo en la lista de edificios históricos sujetos a la protección del estado. Poco después, el arquitecto E. Sevastjanov inició los trabajos de restauración. En 1980 se reinstalaron las cúpulas y en 1987 se completó la fachada. En 1989, la catedral fue devuelta a la Iglesia ortodoxa rusa. Al año siguiente comenzó la restauración del interior de la edificación y el 9 de julio de 1994 tuvo lugar la solemne ceremonia de consagración presidida por el patriarca de Moscú Alejo II.

Interiores de la iglesia
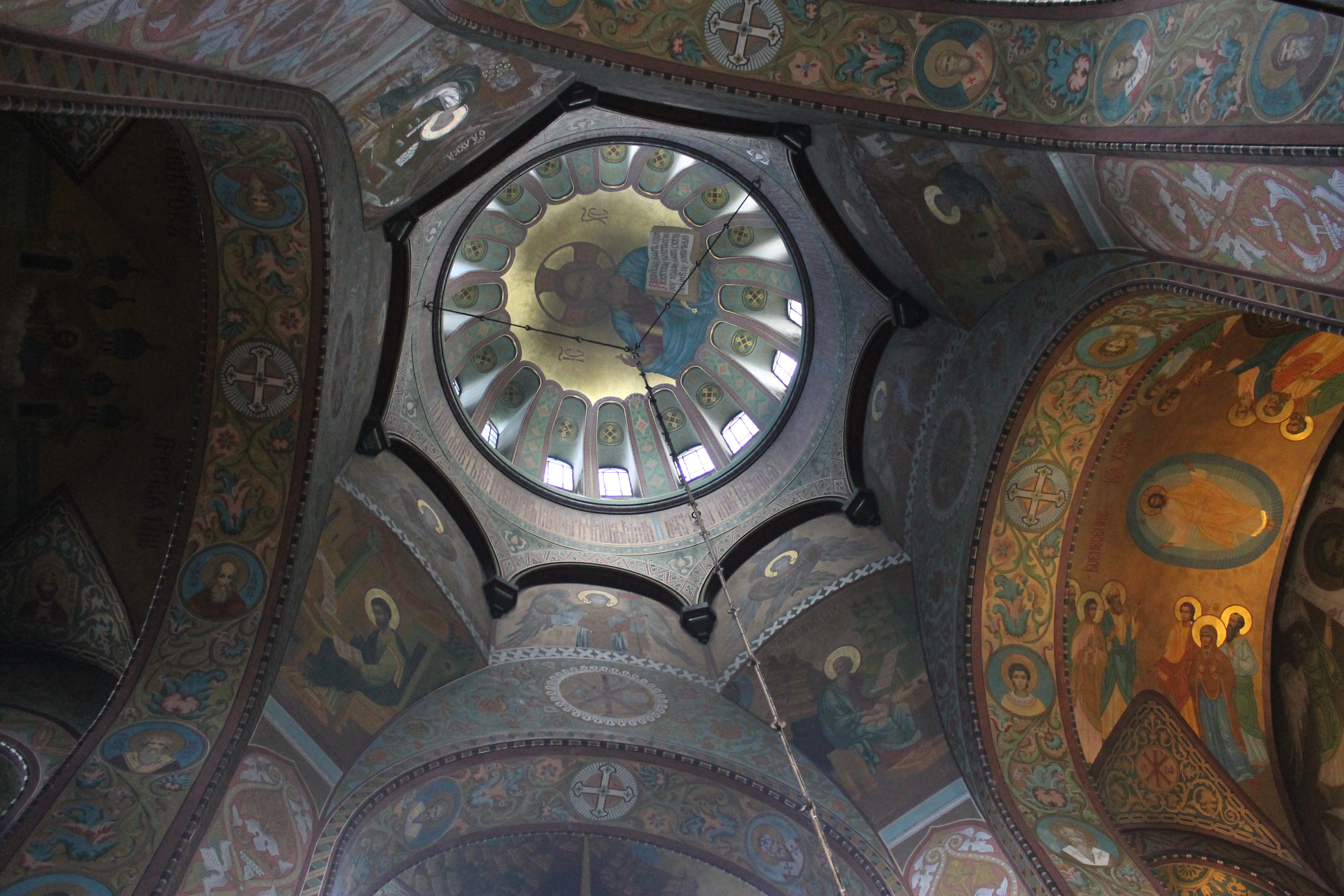
Interior de la bóveda
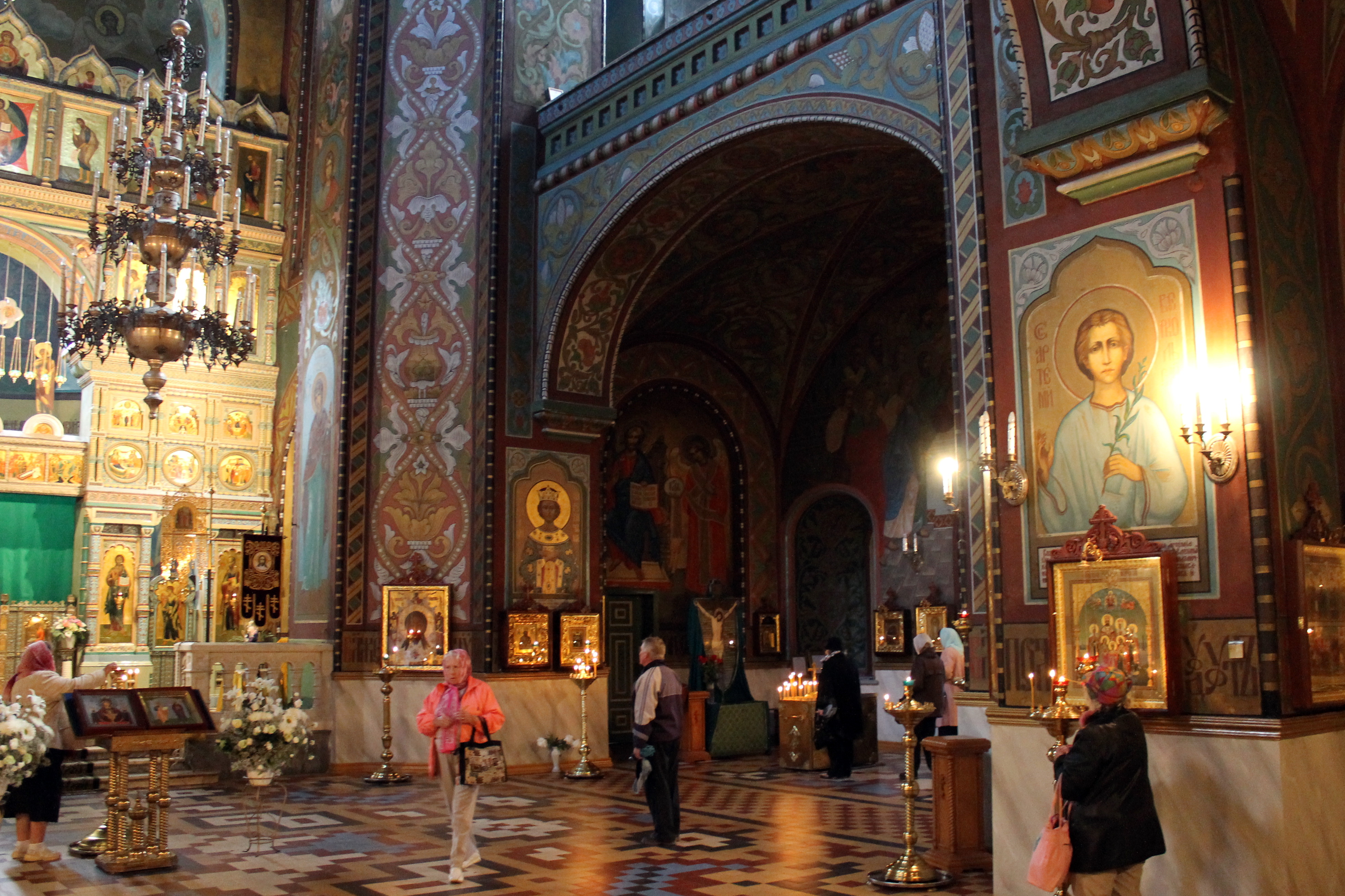
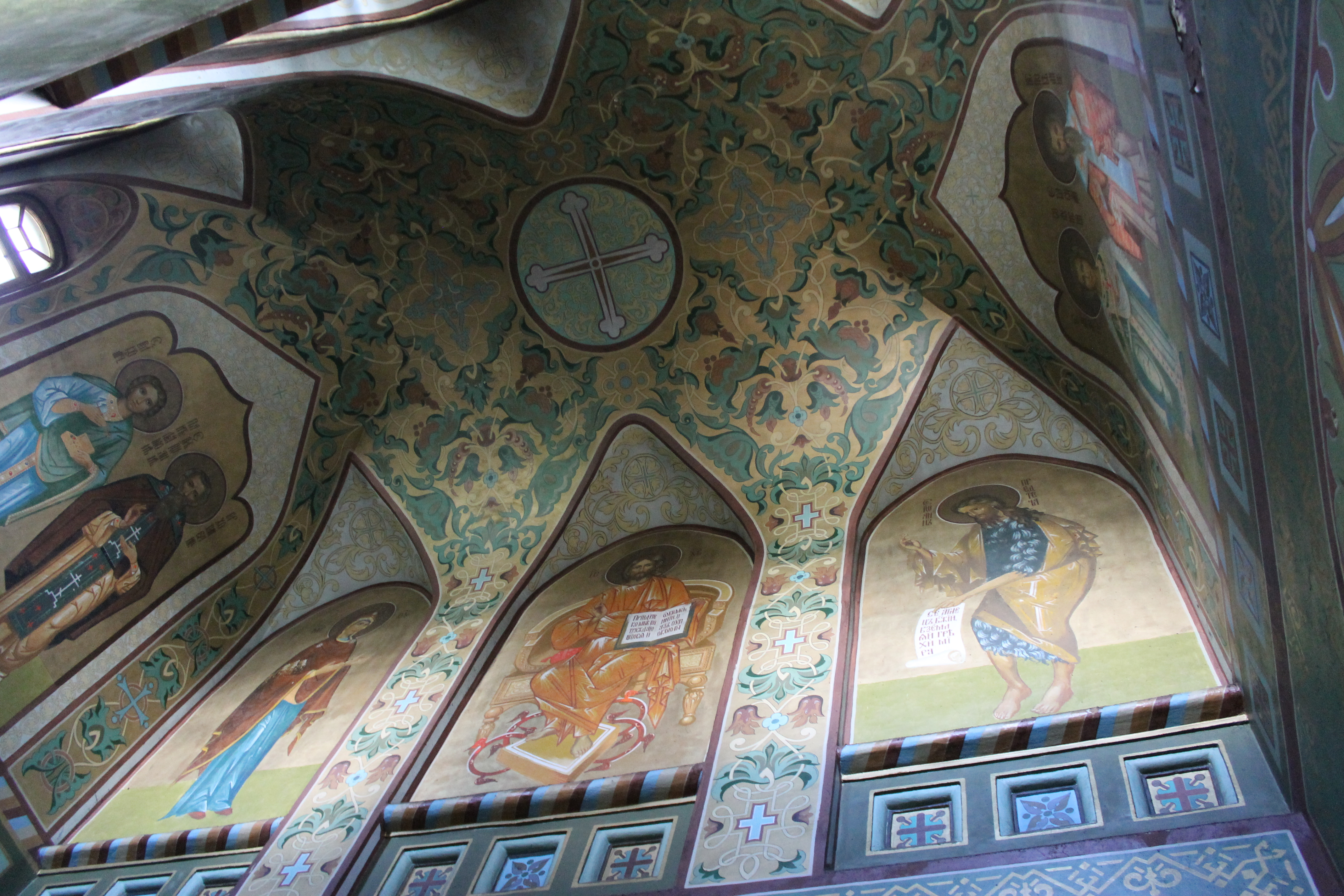
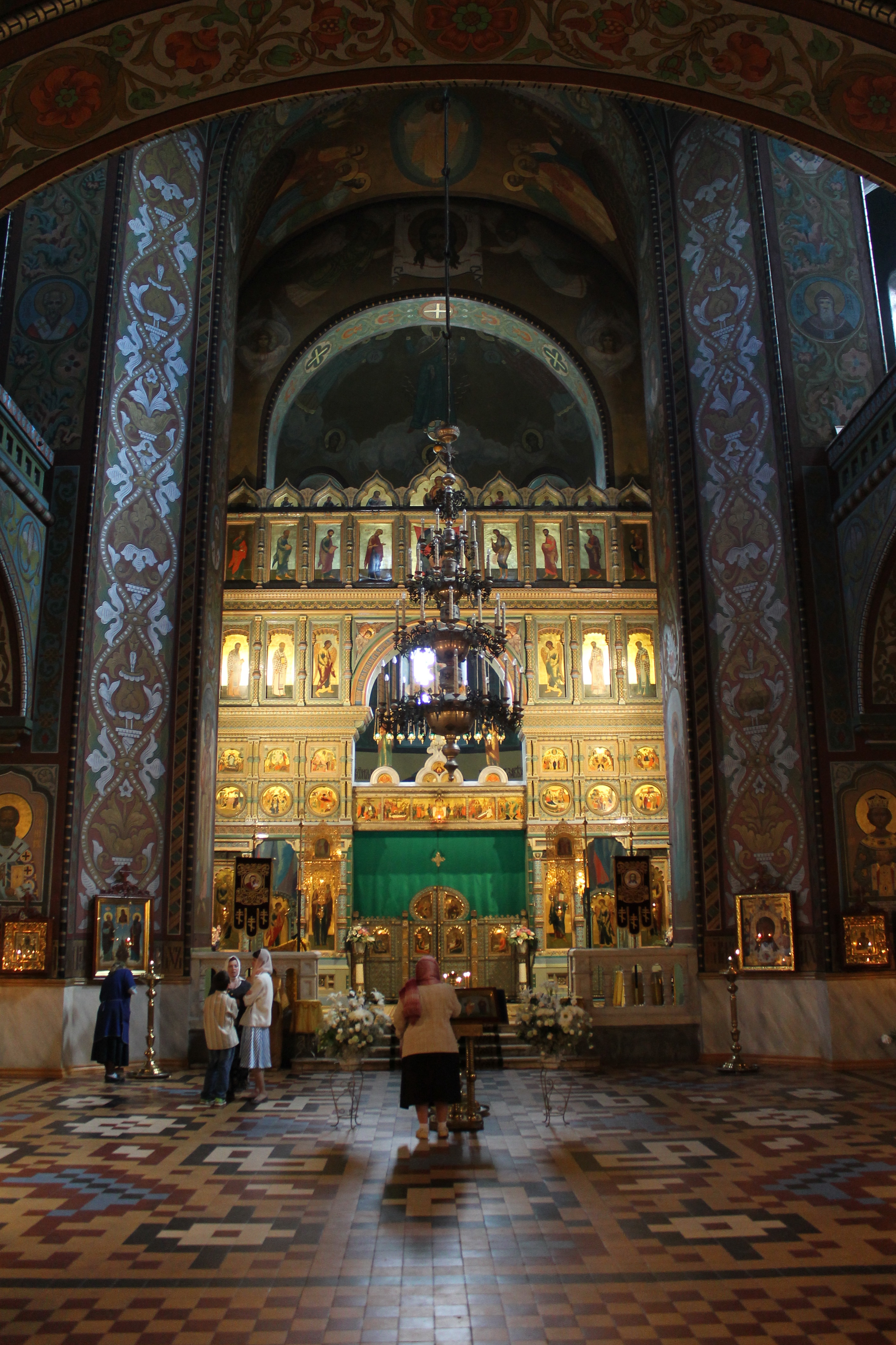
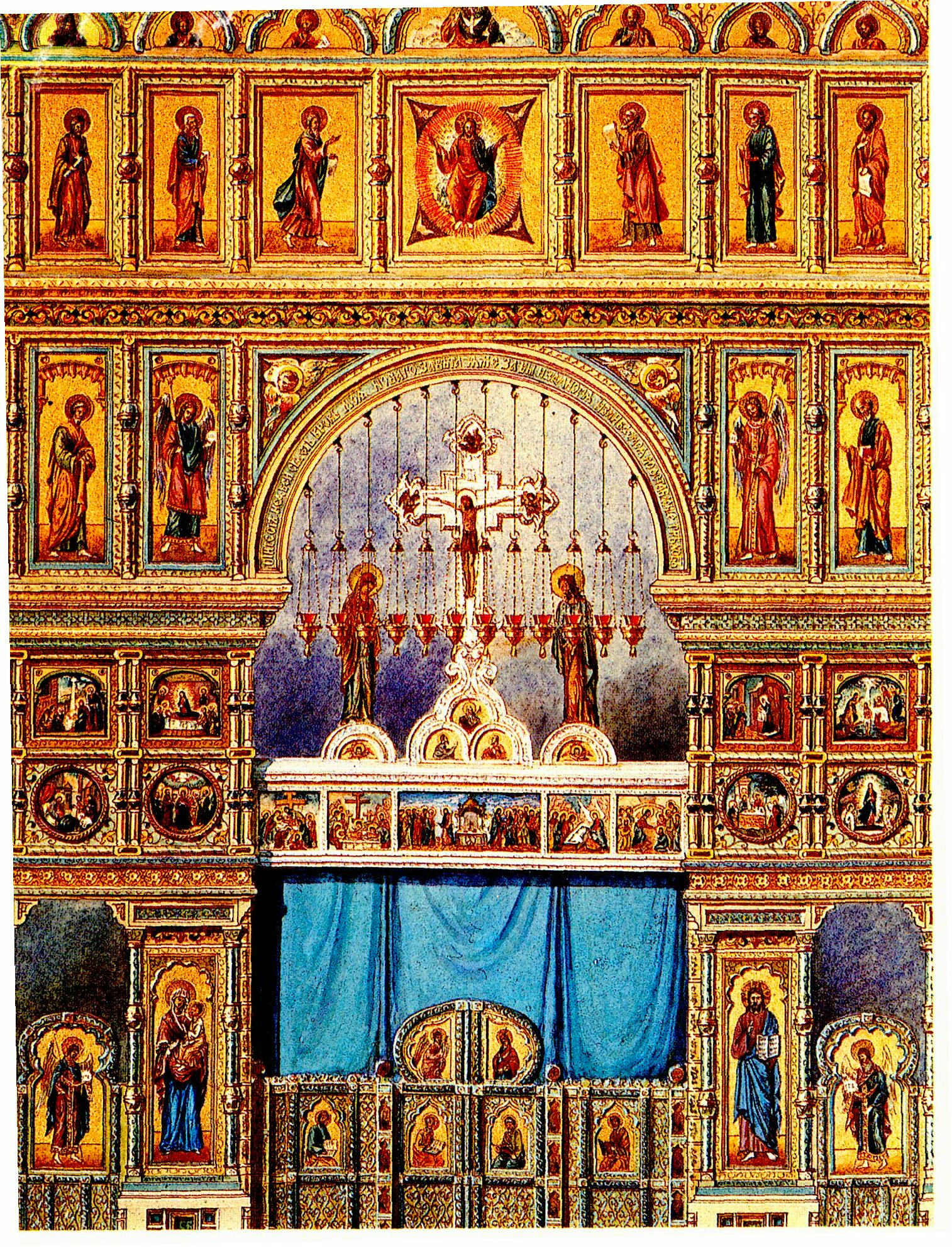
Iconostasio